# آرامگاه ملا فتح‌الله
بقعه ملا فتح‌الله مربوط به دوره قاجار است و در کاشان، خیابان ملافتح الله، خیابان شهید آبام، جنب قبرستان ملا فتح ا واقع شده و این اثر در تاریخ ۲۳ شهریور ۱۳۸۲ با شمارهٔ ثبت ۱۰۲۴۹ به‌عنوان یکی از آثار ملی ایران به ثبت رسیده است.